# Sonnenleithen
Sonnenleithen (früher auch Sonnenmühle genannt) ist ein Gemeindeteil der Gemeinde Mistelbach im Landkreis Bayreuth (Oberfranken, Bayern). Sonnenleithen liegt in der Gemarkung Mistelbach.

## Geografie
Die Einöde liegt am Sonnleitenbach, der unmittelbar westlich als rechter Zufluss in die Mistel mündet. Im Norden erhebt sich der Zeckenberg (405 m ü. NHN). Ein Anliegerweg führt zu einer Gemeindeverbindungsstraße bei Mistelbach (0,3 km südwestlich).

## Geschichte
Sonnenleithen gehörte zur Realgemeinde Mistelbach. Gegen Ende des 18. Jahrhunderts bestand Sonnenleithen aus einem Anwesen. Die Hochgerichtsbarkeit stand dem bayreuthischen Stadtvogteiamt Bayreuth zu. Die Grundherrschaft über das Söldengütlein hatte das Amt St. Johannis.
Von 1797 bis 1810 unterstand der Ort dem Justiz- und Kammeramt Bayreuth. Mit dem Gemeindeedikt wurde Sonnenleithen dem 1812 gebildeten Steuerdistrikt Gesees und der zugleich gebildeten Ruralgemeinde Mistelbach zugewiesen.

### Einwohnerentwicklung
| Jahr      | 001819 | 001822 | 001861 | 001871 | 001885 | 001900 | 001925 | 001950 | 001961 | 001970 | 001987 | 002022 |
| Einwohner | 8      | 6      | 8      | 6      | 6      | 6      | 4      | 19     | 4      | 4      | 4      | 4      |
| Häuser    |        | 2      |        |        | 3      | 1      | 1      | 1      | 1      |        | 1      |        |
| Quelle    | [ 9 ]  | [ 6 ]  | [ 10 ] | [ 11 ] | [ 12 ] | [ 13 ] | [ 14 ] | [ 15 ] | [ 16 ] | [ 17 ] | [ 18 ] | [ 1 ]  |

## Religion
Sonnenleithen ist evangelisch-lutherisch geprägt und nach St. Bartholomäus (Mistelbach) gepfarrt.